# 鉋

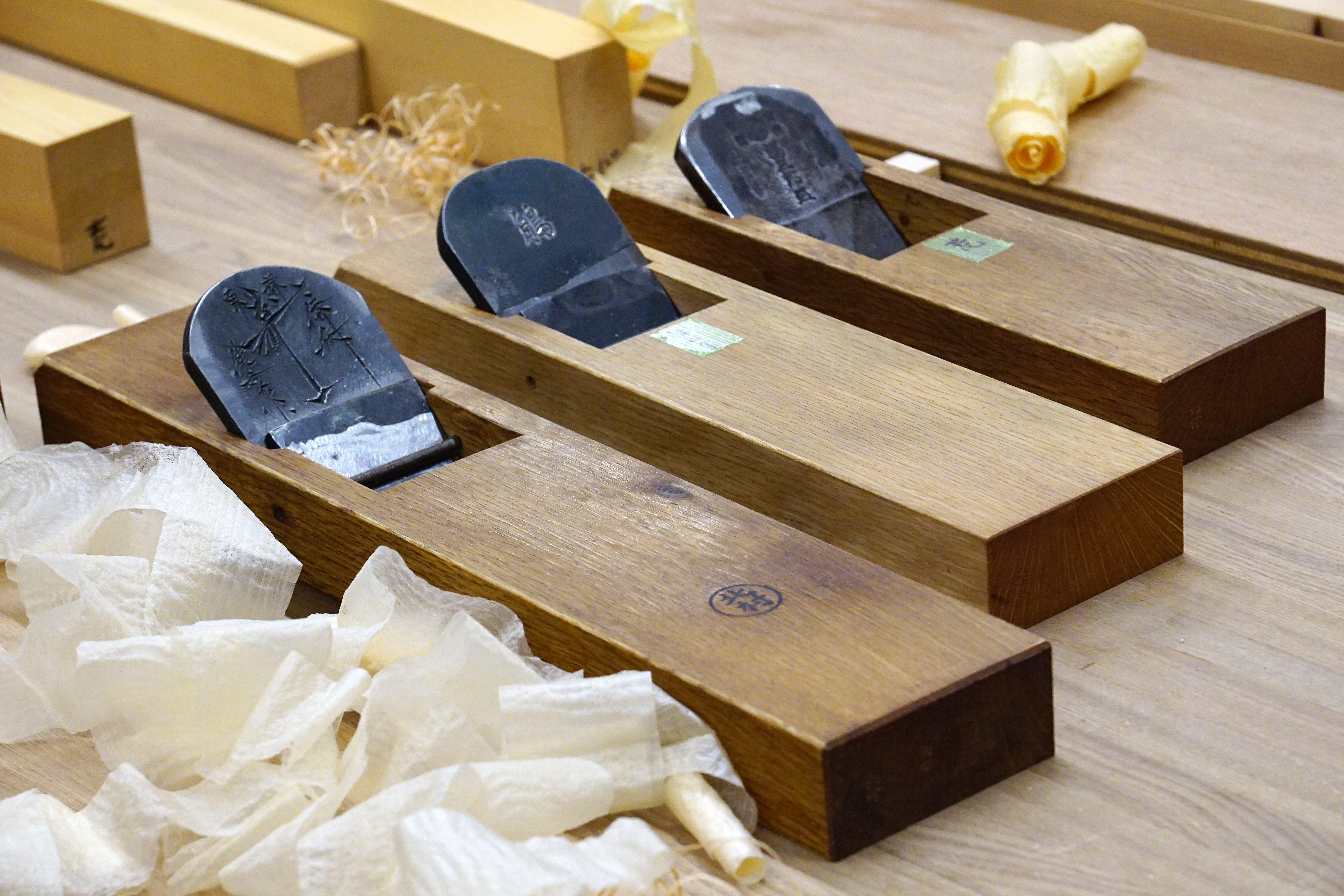
台鉋

鉋（かんな、かな）は、木工用の工具の一種。主として材木の表面を削って加工する目的で使われ、一般には台鉋を指す。通常は材木の表面を平滑にするために使われるが、材木に溝を作るなど特殊な目的用の鉋も存在する。
台鉋は四角形の木製の台（鉋台）の中に刃を組み込んだ鉋である。日本では明治初期以降、図のような刃が2枚ある二枚鉋がヨーロッパの鉋から導入され、現代ではこちらのほうが主流である。2枚の刃うち、下側の刃を「鉋身（鉋刃）」といい、上側の刃を「裏金」という。鉋身は鉋台に斜めに取り付けられており、刃の付いている側は僅かに鉋台から下側に出ており（この部分で木材を削る）、その反対側の部分は鉋台から上側に出ている（その上端の部分を「頭」という）。また、鉋台のうち、刃が組み込まれている側の端を「台頭」、反対側の端を「台尻」といい、加工材と接する部分を「下端」という。鉋身を出すには鉋身の頭（刃の反対側の部分）を叩いて出し、反対に引っ込めるには台頭（刃の取り付けられている側の鉋台の先端）を叩いて調整する。台には主にシラカシ、アカガシが用いられる。
日本の大工仕事では、台鉋の使い方一つで腕前の良し悪しが判断されることがある。名人級になると、0.003 mmの薄さに削ることもできる。ただし、実際は鉋に求められる技量は薄削り以外にも多岐にわたるので、薄削りの名人が腕のいい職人であるとは限らない。

## 歴史

### 中国

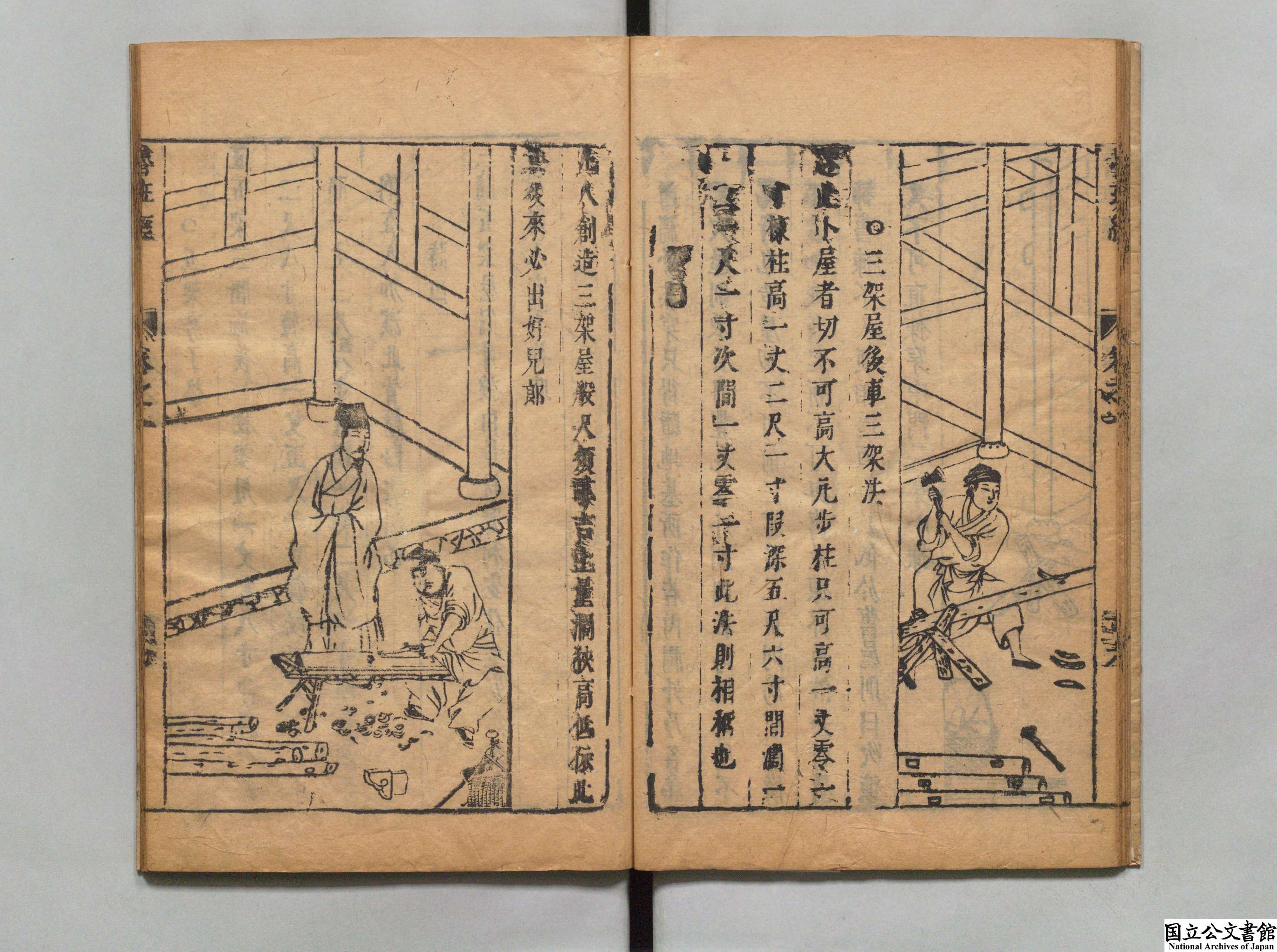
魯班経1606年刊の絵による、明時代の建築風景。画面左側で台鉋が使用されている。両側に取り付けられた柄を持ち、押して材を削るタイプである。

中国では鉋の文字が唐の時代から使われ始めるが、これは現在の鉋台ではなく蜈蚣（むかで/ごこう）鉋子のことで、スクレーパーが複数枚並んだ鑢の様な道具である。

### 槍鉋

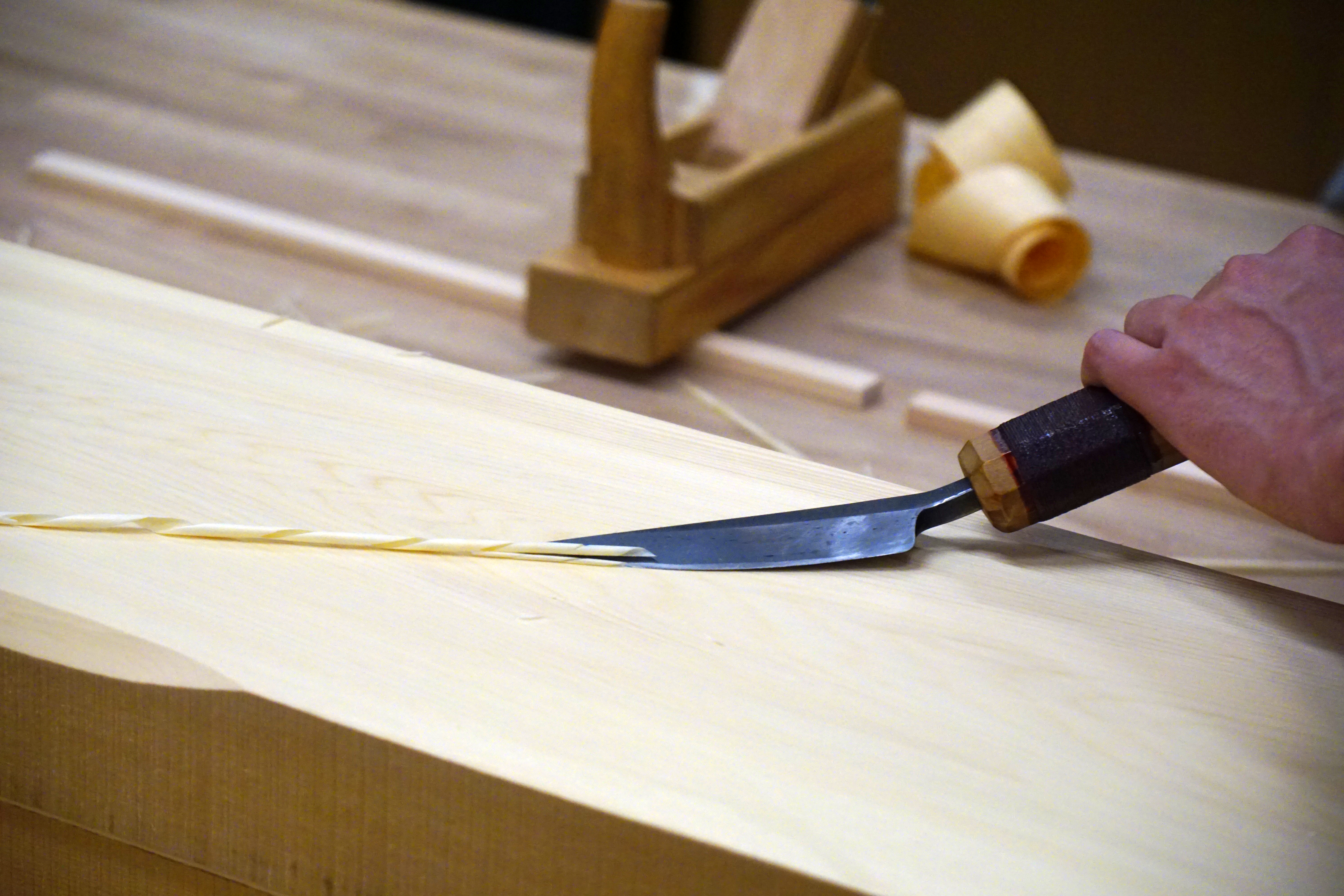
槍鉋 （竹中大工道具館蔵）

槍鉋・鉇（やりがんな）は棒の先に柳の葉のような形の両刃を付けた道具である。
日本では古代から中世には、建築部材の表面の平滑な仕上げを行うために、この槍鉋・鉇を用いた（その前工程の表面加工には釿（ちょうな）を用いた）。国内最古の鉇は、石川県小松市の八日市地方遺跡から2017年に出土した弥生時代の製品が発見されている。

#### 廃絶と復元
日本の近世 - 近代以降は、台鉋が現れ普及し、槍鉋は途絶えた。文献や絵画に残るのみで、槍鉋の製法や技法は久しく失われていた。しかし西岡常一らが文献、発掘品、当時の柱の削り跡など様々な資料を調査・分析し、20世紀の終わり頃に槍鉋の復元に成功した。

### 台鉋
台鉋の起源は明確ではないが、79年に噴火で埋もれたポンペイから世界最古の台鉋が出土している。また世界各地で、鉋の台頭が無い様な（日本の押し鉋の様な）形のwedged adzが発見されている。現代の日本の鉋は使用者が手前に引く際に木材が削れるようになっているが、ヨーロッパや中国のものは逆に押した時に削れるようになっているものが多い。ただし、日本で鉋を引く様に統一されたのは江戸時代中頃の事であり、室町時代に中国から台鉋が入って来た当初は押して使っていたことが当時の絵図などから判明している。
現在では、建築用には回転刃で切削する備え付け式または可搬式の電動カンナが多用されている。可搬式の電動鉋は全て押して用いる様に設計されている。電動でないものは、主に最終仕上げや複雑な曲線の加工用に使われるが、日本にのみ電動式で手動鉋同様の固定刃で切削する超仕上げ鉋と言われるものがある。

## 種類

### 日本の鉋（和鉋）
平鉋（ひらがんな）
分類上の名称は平鉋であるが、実際はそのように呼ばれる事はほとんど無く、単に鉋と呼ばれる。
鉋には二枚刃と一枚刃の鉋があり、二枚刃の鉋は逆目を止める為に明治時代に西洋鉋から移入され、関東大震災後の急激な材木需要により粗悪な木材を加工する必要性から普及した技術である。一枚刃で逆目を止める為の刃口の調整には高度な技術が要求されるが、二枚刃では簡単に逆目を止める事が可能である。
1寸4分 - 2寸までの幅の鉋が主で、寸八（1寸8分）の鉋が最も汎用性があるとされている。また仕上げの段階に応じて、荒仕子鉋（あらしこ、寸4 - 寸6まで）、中仕子鉋（ちゅうしこ、寸8が多い）、上仕子鉋（じょうしこ）の三種類がある。
長台鉋（ながだいかんな）
通常より台が長く、より真っ直ぐに削れるように作られている。少し短めの中台鉋もある。長台鉋は板の側面などを直角に削る際、摺り台という治具とあわせて使われる事も多い。その場合、鉋台の側面を常に修正する必要があるので、スリ台鉋といって側面を厚く作ることがある。
また木口台・留台といった治具で材料を特定の角度に削る際にも、定規面が広くなるため用いられることがある。
反り台鉋（そりだいかんな）
丸太や反った凹面や凸面を削るのに用いられる鉋。工作物それぞれの曲線に対応する為に、作業者自ら古い鉋台を利用して自作する事が多い。鉋台に対して、縦と横方向いずれかの二次曲面が削れる外丸、内丸と、三次曲面用の四方反、があり、内丸四方反は存在しない。この鉋は材料と鉋台の接地面積が少なく、台の減りが極めて早いため、刃口に真鍮等の金属を用いる事も多い。
さらに、そり台と際鉋などの機能を併せ持ったかんなも存在する。
際鉋（きわかんな）
L面の内側を削ったりするための鉋。刃が左側面、右側面どちらか一方に付いており、際側の仕上げを重視するため、際部分の刃を尖らせて加工材に先に切れ込む様になっている。それぞれに大小がある。定規付のものや際針という毛引き刃を追加した物もある。
火布倉鉋/比不倉鉋/樋布倉鉋（ひふくらかんな）
L面の内側を削るかんなで、主に蟻溝、蟻桟の側面を調整するためのに用いられる。刃が左側面、右側面どちらか一方に付いている。鋭角の溝の側面を仕上げるために、小刀のような先が尖った鉋身が用いられる。
導突鉋／木口鉋(どうつきかんな／こぐちかんな)
L面の内側を削ったり、小口台と併用、又は単体で小口を削るための鉋。刃が左側面、右側面どちらか一方に付いている。際鉋と似ているが普通の台鉋と似た刃を斜に仕込んでいる所に違いがあり、刃の傾斜が逆に成っていて、際が最後に切れるようになっている。
五徳鉋（ごとくかんな）
この鉋1丁で平鉋、際鉋右・左、脇取右・左の5つの鉋の機能を持つ。ただし実際は平鉋として用いられる事はほとんどない。
二徳鉋（にとくかんな）
この鉋1丁で平鉋、際鉋の2つの鉋の機能を持つ。右左の二種類がある。
立鉋（たちがんな）／台直し鉋（だいなおしかんな）
主に鉋台を調整（台を直す）する小鉋。刃は台に対してほぼ直角に仕込んである。その他竹や黒檀といった普通の鉋では加工しにくい素材の鉋がけにも用いられる。
底取り鉋（そことりかんな）／作理鉋／決り鉋（しゃくりかんな）
敷居や鴨居の類の凹の底面を仕上げる鉋で、L面の内側などの仕上げ削り作業にも使いる。一般には刃巾7分を多く使うが、5分 - 1寸2分位の巾ものもある。
一般的な底取り鉋は鉋屑が鉋台側面から排出される様に作られているが、大阪作理鉋は鉋屑が普通の鉋同様上面から排出される。
際の仕上げを重視する場合は、鉋身の前方に際針と言われる罫引き刃を追加し、際に罫引きを行いながら切削する場合もある。
ガイドとして定規がついたものは「もといちじゃくりがんな」あるいは「機械作里鉋」と呼ぶ
脇取り鉋（わきとりかんな）／脇鉋（わきがんな）
溝の側面を仕上げる鉋で、底取り鉋とあわせてつかわれる。刃が左側面、右側面どちらか一方に付いており、それぞれに大小がある。
小穴突き鉋（こあなつきかんな）
細い溝を作るための鉋で側面定規を使う。溝の幅に応じて1分 - 3分位までが良く用いられる。
面取り鉋（めんとりかんな）
糸面から大きな面までガイドによって正確に取れる鉋で、45°の角度で面取りする自由角面取り鉋が一般的である。
外丸面、内丸面、几帳面、平几帳面、坊主面、銀杏面、自由猿面、剣先面、胡麻柄面、入子面、片紐面など、面の種類に応じた鉋を揃えなければならない鉋で、使用者自ら刃を面の形に加工したり、複数の刃を用いて複雑な面を取る鉋を自作する事もある。
飛行機鉋（ひこうきかんな）
組子や障子の桟等を数本まとめて同じ厚みに削る為の鉋。平鉋の下端の両側に取りはずし可能な定規を付ける事と、材料の浮き上がり防止の為に刃口前方にバネで加工材を押さえつける機構が付く。
印籠鉋（いんろうかんな）
建具類の隣合う枠にそれぞれ凹凸を付け、隙間なく閉じた時に風雨を防ぐ機能を建具に持たせるための鉋である。凹面を削る鉋（雌木用）と、凸面を削る鉋（雄木用）と、二つが一組になっている鉋で、定規が付属する。雄木用の刃には、二枚の刃を並べて仕込んだものもあり、また凹凸の形には台形や半丸など幾つかの形がある。
名栗鉋（なぐりかんな）
際鉋の刃先と刃先部の台を丸くした形の鉋で、木材表面に古民家等に見られる釿のはつり跡を模作するための鉋である。名称は釿で「打つ（殴る）」から転じたもの。
南京鉋（なんきんかんな）
主に椅子等の製品の曲線を仕上げるための小鉋で、鉋左右に突き出た棒を持って操作する。また必要に応じて使用者が自作するところが多い鉋でもある。この鉋も台の減りが極めて早いため、刃口に真鍮等の金属を用いる事も多い。刃の固定方法が異なる剥抉鉋（ほっけちかんな）という南京鉋の一種もありより小さな曲面に対応する。
隅突鉋（すみつきかんな）／押し鉋（おしかんな）
西洋鉋と同じく押して用いる鉋。鉋身が台頭ぎりぎり若しくは台頭前端部に付いている事が特徴であり、普通の鉋では加工不可能な引き出しの内側隅の加工等に用いられる。洗い屋が多用する事で知られる。
底取り隅突鉋なども存在する。
逆刃鉋／返し刃鉋（さかばかんな／かえしばかんな）
堅木や唐木を加工するために用いられる鉋。刃の鎬面が上面を向く様に台に仕込まれており、切削角が60°以上ある。立鉋より大胆に堅木を削る事が可能である。
また立ち鉋の刃を逆に入れた返し刃立鉋も存在する。この形式の鉋は刃裏の先端まで台の背中馴染が接触しているため、切削時の刃先の振動が抑えられ刃先に負担がかかる堅木や唐木を通常の仕込みの鉋に比べて綺麗に削る事が出来る。三味線職人が多用することが知られている。
大鉋（おおかんな）
平鉋と同じ構造で、刃幅3寸から5寸程度のものが多い。中には1尺ほどのものもある。刃の幅が広いため鉋枕や、削りムラの無い仕上げが可能な鉋である。ただしこの鉋は調整や研ぎに普通の鉋以上の技術が要求される。
箱根寄木細工において寄せ木のスライスにも用いられる。
豆鉋（まめかんな）
指でつまんで使うような小さな鉋のことを指し、様々な種類の豆鉋がある。
ボード鉋（ぼーどかんな）
主に石膏ボードの大きさを調整する「側合わせ」という作業や、面を取ったりするための鉋。ネジを使った従来の鉋とは全く違う刃の固定方法が用いられている事が多く、さらにカッターナイフの刃を流用できるものが多い。
デコラ鉋（でこらかんな）
主にメラミン樹脂化粧板の端部を面取りするための鉋。デコラは住友ベークライトの登録商標で、この種の材の通称になっている。非常に硬く均質な材質を削るために、HSSの刃、下場のステンレス張り、一枚刃という作りのものが多い。
替刃式鉋（かえばしきかんな）
従来の鉋の刃先だけを交換出来る様に作られている鉋。研摩の手間を省く事が出来る。替刃は使い捨て又は再研磨可能な製品もある。鋼材は様々である。
こそげ／洗い屋小刀（あらいやこがたな）
洗い屋だけが用いる鉋。台が無く、鉋身とそれに直接つながった持ち手だけの様なスクレーパーの様な構造である。上手く使えば鉋の様な切削が可能。
止め鉋
ベニア板の端部を45度に削る専用の鉋。
組子鉋／葉鉋
組子を作るための専用の鉋で、ゴマガラ鉋、麻の葉鉋、花形組子鉋、切鉋、等多くの種類がある。普通のかんなとの一番の違いは、鉋身が彫刻刀の三角刀のように屈折していることである。
刃の角度が組子の接合部の角度として再現される。

### 洋鉋（西洋鉋）
主に西洋で用いられる鉋で、押して用いる事が特徴の鉋である。近年ではそれに加え、鋳鉄製の鉋台と、螺子による鉋身や刃口の調整等ができるような機構やハンドルなどを持つものを指す事が多い。さらに日本のカンナとは逆に進行方向から見て刃口が鉋の台の前方に位置していることが多い。世界最古の台鉋はポンペイから出土し、全鋳鉄製の台を持つ鉋は1960年代半ばにアメリカで、レオナルド・ベイリーによって発明された。主に英語圏の国ではベイリーパターンの鉋が、ヨーロッパ地域では古典的は木製の鉋が広く用いられている。
大きく分けて、日本の鉋と同じ様に、鉋身の刃の鎬面を下に向けて鉋台に仕込むBENCH PLANEと、上に向けて仕込むBLOCK PLANEとがあり、前者は荒仕子から仕上げ、長台などに相当する。後者は前者に比べ仕込み勾配が寝ている事が多く、裏金が無い一枚刃であるが、刃口を調整する機構が有る場合逆目は止める事が出来る。BLOCKとは肉切り用の木口を用いた俎板（Butcher Block）の事であり、木口（丸太の切り口）表面の繊維を潰す事無く削り取る事が出来る。また鎬面が上を向くため刃先角を使用者が鉋身を研摩する事で材質にあわせて25° - 60°位まで自由に変化させる事が出来、汎用作業に向く。
また西洋鉋は広葉樹の堅木を加工する事が多い事から、切削角が大きい物が多く、BENCH PLANEは45° - 55°、BLOCK PLANEは37° - 60°の物が多い。切刃角は鉋の種類に関わらず25°をPrimary Bevelとし、研ぎを楽にする為に刃先端だけに30°程度のMicro Bevelで刃を付ける事が多い。かつて裏は完全な平面に研摩されていたが、近年は研摩の省力化の為に刃裏先端だけ1°未満のBack Bevelを付けて研摩する事が主流と成っており、砥石と鉋身の間に定規を挟むことからその研磨技術のことをRuler trickと言う。
日本に全く無い種類の鉋として、Scraping PlaneとRouter Plane（抉り鉋）、それに櫛刃、Ground Bladeと呼ばれる形式の鉋身などが上げられる。Scraping PlaneはScraper bladeを鉋台に仕込んだ物で、立鉋と似ているが刃先に意図的にBurnisherで作った鉤（バリ）を使って切削する鉋で、硬木を楽に削れ、かなり複雑な木目でも逆目が起きない。Router Planeは電動工具のルータの基に成った鉋で、木に正確な深さの溝やへこみを付ける事が可能な鉋である。日本では同様の作業を鉋では無く鏝鑿を用いて行う。櫛刃は材料の大まかな平面を出す時や、逆目の板の荒仕上げ時に用いられる。Ground Bladeは刃先角度が90°の鉋身で切削角は100°以上となり、スクレーパーのような働きをする。
これらすべての洋鉋にはStanley Works社がそれぞれの機能や大きさに振り分けた番号が付いており、他社もそれに従った分類を行っている事が多い。

### 中国の鉋（鉋子）
中国の鉋は押して用いることと、日本の鉋と似た台に刃が仕込まれているが、進行方向から見て鉋身の後方左右に持ち手となる棒が装着されていることが特徴の鉋。西洋の木製鉋と同じように鉋身を木製の楔で固定して使用している事が多い。また、朝鮮半島や、東南アジア地域の国々はそれに準じた構造と使用法の鉋を用いている。これらの鉋は現在の日本ではほとんど使われることが無い。押し使い用に作られている鉋ではあるが、実際の使用時には押して用いる事もあれば、引いて用いる事もある。

## 電気カンナ

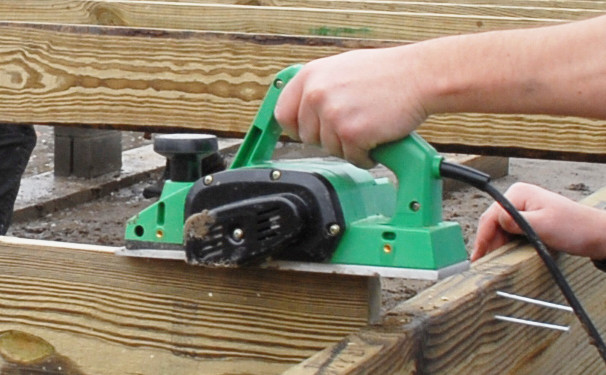
電気カンナ

電動モーターを動力源とした電動式の鉋で、電動カンナとも言う。回転刃をそなえた可搬式の製品と備え付け式の工作機械に別れ、工作機械はさらに固定刃の上で材料を動力で移動させ切削する超仕上げかんなと、回転刃の上で材料を移動させて切削するかんな盤に分類される。工作機械には材料の2 - 4面を一度に切削できる機械も存在する。回転刃は刃先のみを使い捨て、又は再研磨のために交換できるものが多く、その刃幅は100-600 mm程度と様々である。可搬式の電気かんなは平らな台を持つ製品と反り台の製品があり、必ず機械を押し出して切削するように設計されている。回転刃で切削するため材料表面は波のような形に切削される。そのため完全な平面が必要とされる加工には、電気カンナでの切削後サンドペーパーや鉋、超仕上げかんなでの二次加工が必要となる。

## その他
- 冷凍肉を削ったり、鰹節を削る（鰹節削り器も参照）など、調理にも使われることがある。
- 前挽大鋸の製造工程では鋼板を突いて削るのに、返し刃の台鉋がも用いられた。
- 革細工の仕上げに使われるものや、細革鉋という日本独自の細革（ウェルト）を作る為の鉋もある。

これらは用途によって形状はさまざまである。